# Hampsonodes albimedia
Hampsonodes albimedia är en fjärilsart som beskrevs av Max Wilhelm Karl Draudt 1926. Hampsonodes albimedia ingår i släktet Hampsonodes och familjen nattflyn. Inga underarter finns listade i Catalogue of Life.